# Mistrzostwa Świata w Hokeju na Lodzie 2022 (II Dywizja)
Mistrzostwa Świata w Hokeju na Lodzie II Dywizji 2022 rozegrane zostały w dniach 25-30 kwietnia (Dywizja IIA) oraz 18-23 kwietnia (Dywizja IIB).
Do mistrzostw II Dywizji przystąpiło 10 zespołów, które zostały podzielone na dwie grupy po pięć zespołów. Dywizja II Grupa A swoje mecze rozgrywała w (Zagrzebiu) w Chorwacji, natomiast Dywizja II Grupa B w Reykjavíku na Islandii. Reprezentacje rywalizowały systemem każdy z każdym.
Hale, w których zorganizowano zawody:
- Dvorana Velesajam w Zagrzebiu – Dywizja IIA,
- Laugardalshöll w Reykjavíku – Dywizja IIB.

## Grupa A
Do mistrzostw świata I dywizji w 2023 z Dywizji IIA awansowała najlepsza reprezentacja. Ostatni zespół został zdegradowany.
| 25 kwietnia 2022 | Holandia | 5:3 | Hiszpania | Dvorana Velesajam, Zagrzeb |

| Szczegóły      | Szczegóły | Szczegóły       | Szczegóły                                                          | Szczegóły                                                                                     |
| -------------- | --- | --------------- | ------------------------------------------------------------------ | --------------------------------------------------------------------------------------------- |
| Godzina: 16:00 | R. van der Schuit (EQ) 03:16 R. van der Schuit (PP) 10:38 G. Vogelaar (PP) 20:34 N. Verschuren (EQ) 22:22 M. Collard (EQ) 54:52 | (2:0, 2:1, 1:2) | 28:03 (EQ) I. Lasuen 49:43 (EQ) J. Capillas 50:33 (PP) G. Gonzalez | Widzów: 10 Sędzia główny: Bartosz Kaczmarek Sędziowie liniowi: Barnabás Fényi Tomislav Grozaj |
| Godzina: 16:00 | 6 min. kar |                 | 6 min. kar                                                         | Widzów: 10 Sędzia główny: Bartosz Kaczmarek Sędziowie liniowi: Barnabás Fényi Tomislav Grozaj |

| 25 kwietnia 2022 | Izrael | 1:5 | Chorwacja | Dvorana Velesajam, Zagrzeb |

| Szczegóły      | Szczegóły               | Szczegóły       | Szczegóły                                                                                            | Szczegóły                                                                                    |
| -------------- | ----------------------- | --------------- | --- | -------------------------------------------------------------------------------------------- |
| Godzina: 19:45 | E. Sherbatov (EQ) 51:46 | (0:1, 0:2, 1:2) | 05:33 (EQ) A. Bebek 20:47 (EQ) P. Dobrić 33:50 (PP) I. Puzič 45:12 (EQ) I. Puzič 59:40 (EQ) M. Šakić | Widzów: 13 Sędzia główny: Martin Christensen Sędziowie liniowi: Marko Šaković Ľudovít Šoltés |
| Godzina: 19:45 | 8 min. kar              |                 | 6 min. kar                                                                                           | Widzów: 13 Sędzia główny: Martin Christensen Sędziowie liniowi: Marko Šaković Ľudovít Šoltés |

| 26 kwietnia 2022 | Chiny | 14:1 | Izrael | Dvorana Velesajam, Zagrzeb |

| Szczegóły      | Szczegóły | Szczegóły       | Szczegóły             | Szczegóły                                                                                 |
| -------------- | --- | --------------- | --------------------- | ----------------------------------------------------------------------------------------- |
| Godzina: 17:00 | S. Fu (EQ) 02:56 S. Fu (EQ) 03:49 Ruian S. (PP) 09:07 J. Fu (EQ) 15:30 S. Fu (EQ) 25:01 J. Yan (EQ) 28:55 J. Yan (EQ) 29:44 K. Jieke (EQ) 32:09 A. Jian (EQ) 32:28 J. Luo (EQ) 45:15 J. Shen (EQ) 52:17 J. Yan (EQ) 55:06 J. Luo (EQ) 58:29 J. Yan (EQ) 59:07 | (4:0, 5:0, 5:1) | 53:20 (EQ) I. Spektor | Widzów: 15 Sędzia główny: Vitalijus Sevruk Sędziowie liniowi: Anže Bergant Barnabás Fényi |
| Godzina: 17:00 | 6 min. kar |                 | 4 min. kar            | Widzów: 15 Sędzia główny: Vitalijus Sevruk Sędziowie liniowi: Anže Bergant Barnabás Fényi |

| 27 kwietnia 2022 | Chiny | 5:1 | Holandia | Dvorana Velesajam, Zagrzeb |

| Szczegóły      | Szczegóły                                                                                  | Szczegóły       | Szczegóły                | Szczegóły                                                                                    |
| -------------- | ------------------------------------------------------------------------------------------ | --------------- | ------------------------ | -------------------------------------------------------------------------------------------- |
| Godzina: 16:00 | A. Jian (EQ) 17:43 J. Shen (EQ) 19:50 J. Je (EQ) 25:02 T. Wang (EQ) 46:36 S. Fu (EQ) 57:04 | (2:0, 1:1, 2:0) | 36:17 (PP) N. Verschuren | Widzów: 10 Sędzia główny: Martin Christensen Sędziowie liniowi: Marko Šaković Ľudovít Šoltés |
| Godzina: 16:00 | 6 min. kar                                                                                 |                 | 8 min. kar               | Widzów: 10 Sędzia główny: Martin Christensen Sędziowie liniowi: Marko Šaković Ľudovít Šoltés |

| 27 kwietnia 2022 | Chorwacja | 1:0 pk. | Hiszpania | Dvorana Velesajam, Zagrzeb |

| Szczegóły      | Szczegóły            | Szczegóły                 | Szczegóły  | Szczegóły                                                                                  |
| -------------- | -------------------- | ------------------------- | ---------- | ------------------------------------------------------------------------------------------ |
| Godzina: 19:45 | M. Šakić (GWG) 65:00 | (0:0, 0:0, 0:0, 0:0, 1:0) |            | Widzów: 14 Sędzia główny: Vitalijus Sevruk Sędziowie liniowi: Anže Bergant Tomislav Grozaj |
| Godzina: 19:45 | 8 min. kar           |                           | 8 min. kar | Widzów: 14 Sędzia główny: Vitalijus Sevruk Sędziowie liniowi: Anže Bergant Tomislav Grozaj |

| 28 kwietnia 2022 | Izrael | 0:7 | Holandia | Dvorana Velesajam, Zagrzeb |

| Szczegóły      | Szczegóły   | Szczegóły       | Szczegóły | Szczegóły                                                                                   |
| -------------- | ----------- | --------------- | --- | ------------------------------------------------------------------------------------------- |
| Godzina: 19:45 |             | (0:1, 0:3, 0:3) | 16:38 (EQ) J. Verkiel 20:06 (EQ) D. Stempher 24:01 (EQ) D. Hofland 37:15 (PP) N. Verschuren 47:04 (EQ) L. Heutmekers 49:37 (EQ) L. Heutmekers 56:50 (EQ) G. Vogelaar | Widzów: 6 Sędzia główny: Bartosz Kaczmarek Sędziowie liniowi: Marko Šaković Tomislav Grozaj |
| Godzina: 19:45 | 10 min. kar |                 | 14 min. kar | Widzów: 6 Sędzia główny: Bartosz Kaczmarek Sędziowie liniowi: Marko Šaković Tomislav Grozaj |

| 29 kwietnia 2022 | Hiszpania | 6:2 | Izrael | Dvorana Velesajam, Zagrzeb |

| Szczegóły      | Szczegóły | Szczegóły       | Szczegóły                                  | Szczegóły                                                                                     |
| -------------- | --- | --------------- | ------------------------------------------ | --------------------------------------------------------------------------------------------- |
| Godzina: 16:00 | P. Fernandez (EQ) 19:25 I. Granell (PP) 21:42 I. Lasuen (EQ) 26:05 J. Capillas (EQ) 28:37 A. Carbonell (EQ) 30:14 M. Mendizabal (EQ) 41:33 | (1:0, 4:0, 1:2) | 40:28 (SH) A. Milner 51:17 (EQ) I. Spektor | Widzów: 9 Sędzia główny: Martin Christensen Sędziowie liniowi: Tomislav Grozaj Ľudovít Šoltés |
| Godzina: 16:00 | 4 min. kar |                 | 12 min. kar                                | Widzów: 9 Sędzia główny: Martin Christensen Sędziowie liniowi: Tomislav Grozaj Ľudovít Šoltés |

| 29 kwietnia 2022 | Chorwacja | 1:5 | Chiny | Dvorana Velesajam, Zagrzeb |

| Szczegóły      | Szczegóły           | Szczegóły       | Szczegóły                                                                                   | Szczegóły                                                                                  |
| -------------- | ------------------- | --------------- | ------------------------------------------------------------------------------------------- | ------------------------------------------------------------------------------------------ |
| Godzina: 19:45 | B. Fičur (EQ) 52:36 | (0:0, 0:4, 1:1) | 25:09 (EQ) J. Shen 29:27 (EQ) A. Jian 31:04 (PP) J. Fu 36:34 (EQ) J. Fu 44:25 (EQ) K. Jieke | Widzów: 22 Sędzia główny: Bartosz Kaczmarek Sędziowie liniowi: Anže Bergant Barnabás Fényi |
| Godzina: 19:45 | 6 min. kar          |                 | 4 min. kar                                                                                  | Widzów: 22 Sędzia główny: Bartosz Kaczmarek Sędziowie liniowi: Anže Bergant Barnabás Fényi |

| 30 kwietnia 2022 | Hiszpania | 1:4 | Chiny | Dvorana Velesajam, Zagrzeb |

| Szczegóły      | Szczegóły              | Szczegóły       | Szczegóły                                                             | Szczegóły                                                                                    |
| -------------- | ---------------------- | --------------- | --------------------------------------------------------------------- | -------------------------------------------------------------------------------------------- |
| Godzina: 16:00 | J. Capillas (EQ) 07:23 | (1:0, 0:1, 0:3) | 38:25 (EQ) J. Je 44:17 (EQ) J. Luo 44:57 (PP) J. Je 58:59 (EQ) J. Luo | Widzów: 12 Sędzia główny: Martin Christensen Sędziowie liniowi: Barnabás Fényi Marko Šaković |
| Godzina: 16:00 | 2 min. kar             |                 | 33 min. kar                                                           | Widzów: 12 Sędzia główny: Martin Christensen Sędziowie liniowi: Barnabás Fényi Marko Šaković |

| 30 kwietnia 2022 | Holandia | 6:2 | Chorwacja | Dvorana Velesajam, Zagrzeb |

| Szczegóły      | Szczegóły | Szczegóły       | Szczegóły                                    | Szczegóły                                                                                 |
| -------------- | --- | --------------- | -------------------------------------------- | ----------------------------------------------------------------------------------------- |
| Godzina: 19:45 | R. van der Schuit (EQ) 03:14 D. Stempher (PP) 11:09 D. Stempher (EQ) 31:26 N. Verschuren (EQ) 33:15 J. Verkiel (SH) 49:53 M. Collard (EQ) 55:36 | (2:0, 2:2, 2:0) | 30:54 (PP) K. Marinkovic 37:41 (EQ) V. Idzan | Widzów: 23 Sędzia główny: Vitalijus Sevruk Sędziowie liniowi: Anže Bergant Ľudovít Šoltés |
| Godzina: 19:45 | 10 min. kar |                 | 8 min. kar                                   | Widzów: 23 Sędzia główny: Vitalijus Sevruk Sędziowie liniowi: Anže Bergant Ľudovít Šoltés |

Tabela
| Lp. | Zespół    | M | Pkt | Z | Zd | Pd | P | G+ | G- | +/− |
| --- | --------- | - | --- | - | -- | -- | - | -- | -- | --- |
| 1   | Chiny     | 4 | 12  | 4 | 0  | 0  | 0 | 28 | 4  | +24 |
| 2   | Holandia  | 4 | 9   | 3 | 0  | 0  | 1 | 19 | 10 | +9  |
| 3   | Chorwacja | 4 | 5   | 1 | 1  | 0  | 2 | 9  | 12 | -3  |
| 4   | Hiszpania | 4 | 4   | 1 | 0  | 1  | 2 | 10 | 12 | -2  |
| 5   | Izrael    | 4 | 0   | 0 | 0  | 0  | 4 | 4  | 32 | -28 |
| 6   | Australia | 0 | 0   | 0 | 0  | 0  | 0 | 0  | 0  | 0   |

    = awans do Dywizji IB     = utrzymanie w Dywizji IIA     = spadek do Dywizji IIB
Statystyki indywidualne
- Klasyfikacja strzelców:  Shuai Fu
 Jia Luo
 Nick Verschuren
 Juncheng Yan: 4 gole[1]
- Klasyfikacja asystentów:  Jiang Fu: 7 asyst[2]
- Klasyfikacja kanadyjska:  Shuai Fu
 Nick Verschuren: 10 punktów[3]
- Klasyfikacja kanadyjska obrońców:  Kailiaosi Jieke 8 punktów[4]
- Klasyfikacja +/−:  Kailiaosi Jieke: +11[5]
- Klasyfikacja skuteczności interwencji bramkarzy:  Yongli Ouban: 95,60%[6]
- Klasyfikacja średniej goli straconych na mecz bramkarzy:  Yongli Ouban: 1,00
- Klasyfikacja minut kar:  Junjie Yuan: 29 minut[7]

Nagrody indywidualne
Dyrektoriat turnieju wybrał trójkę najlepszych zawodników, po jednym na każdej pozycji:
- Bramkarz:  Vilim Rosandić
- Obrońca:  Jordy Verkiel
- Napastnik:  Jiang Fu

## Grupa B
Do mistrzostw świata II dywizji w 2023 z Dywizji IIB awansowała najlepsza reprezentacja. Ostatni zespół został zdegradowany.
| 18 kwietnia 2022 | Bułgaria | 2:10 | Islandia | Laugardalshöll, Reykjavík |

| Szczegóły      | Szczegóły                                  | Szczegóły       | Szczegóły | Szczegóły                                                                               |
| -------------- | ------------------------------------------ | --------------- | --- | --------------------------------------------------------------------------------------- |
| Godzina: 16:30 | T. Georgiev (EQ) 16:43 K. Dikov (EQ) 49:58 | (1:2, 0:4, 1:4) | 04:00 (EQ) S. Atlason 13:58 (PP) G. Arason 25:50 (EQ) R. Sigurdsson 27:01 (PP) A. M. Mikaelsson 32:13 (EQ) H. I. Skulason 37:04 (EQ) A. Orongan 55:46 (PP) B. R. Sigurdarson 56:58 (EQ) J. Leifsson 58:34 (PP) H. Johannsson 59:46 (PP) R. Sigurdsson | Widzów: 500 Sędzia główny: Andrew Dalton Sędziowie liniowi: Wayne Gerth Herman Johansen |
| Godzina: 16:30 | 37 min. kar                                |                 | 12 min. kar | Widzów: 500 Sędzia główny: Andrew Dalton Sędziowie liniowi: Wayne Gerth Herman Johansen |

| 18 kwietnia 2022 | Belgia | 3:4 | Gruzja | Laugardalshöll, Reykjavík |

| Szczegóły      | Szczegóły                                                      | Szczegóły       | Szczegóły                                                                               | Szczegóły                                                                               |
| -------------- | -------------------------------------------------------------- | --------------- | --------------------------------------------------------------------------------------- | --------------------------------------------------------------------------------------- |
| Godzina: 20:00 | D. Blockx (PP) 08:06 B. Henry (PP) 09:12 Y. de Smet (EQ) 34:43 | (2:3, 1:0, 0:1) | 03:00 (PP) N. Bukija 12:11 (PP) A. Kirejew 19:22 (PP2) I. Karelin 51:03 (PP) A. Romanow | Widzów: 70 Sędzia główny: Jos Korte Sędziowie liniowi: Óli Gunnarsson Sindri Gunnarsson |
| Godzina: 20:00 | 16 min. kar                                                    |                 | 6 min. kar                                                                              | Widzów: 70 Sędzia główny: Jos Korte Sędziowie liniowi: Óli Gunnarsson Sindri Gunnarsson |

| 19 kwietnia 2022 | Meksyk | 2:6 | Bułgaria | Laugardalshöll, Reykjavík |

| Szczegóły      | Szczegóły                                  | Szczegóły       | Szczegóły | Szczegóły                                                                              |
| -------------- | ------------------------------------------ | --------------- | --- | -------------------------------------------------------------------------------------- |
| Godzina: 18:00 | H. Majul (EQ) 06:40 T. C. Leech (PP) 13:13 | (2:2, 0:4, 0:0) | 07:09 (PP) M. Vasiliev 14:51 (EQ) V. Dikov 26:36 (PP) M. Nikolov 30:48 (EQ) M. Nikolov 33:13 (EQ) M. Nakov 37:39 (EQ) T. Georgiev | Widzów: 100 Sędzia główny: Julien Peyre Sędziowie liniowi: Andrew Cook Herman Johansen |
| Godzina: 18:00 | 8 min. kar                                 |                 | 12 min. kar | Widzów: 100 Sędzia główny: Julien Peyre Sędziowie liniowi: Andrew Cook Herman Johansen |

| 20 kwietnia 2022 | Islandia | 5:2 | Gruzja | Laugardalshöll, Reykjavík |

| Szczegóły      | Szczegóły | Szczegóły       | Szczegóły                                   | Szczegóły                                                                                |
| -------------- | --- | --------------- | ------------------------------------------- | ---------------------------------------------------------------------------------------- |
| Godzina: 16:30 | K. Arnarson (EQ) 05:52 G. Arason (PP) 20:29 B. R. Sigurdarson (PP2) 27:04 A. M. Mikaelsson (PP) 28:04 B. R. Sigurdarson (PP) 51:48 | (1:0, 3:1, 1:1) | 24:54 (PP) A. Kirejew 46:24 (PP) I. Karelin | Widzów: 357 Sędzia główny: Julien Peyre Sędziowie liniowi: Andrew Cook Sindri Gunnarsson |
| Godzina: 16:30 | 21 min. kar |                 | 49 min. kar                                 | Widzów: 357 Sędzia główny: Julien Peyre Sędziowie liniowi: Andrew Cook Sindri Gunnarsson |

| 20 kwietnia 2022 | Meksyk | 1:6 | Belgia | Laugardalshöll, Reykjavík |

| Szczegóły      | Szczegóły          | Szczegóły       | Szczegóły | Szczegóły                                                                  |
| -------------- | ------------------ | --------------- | --- | -------------------------------------------------------------------------- |
| Godzina: 20:00 | R. Diaz (EQ) 47:12 | (0:1, 0:4, 1:1) | 08:49 (EQ) B. Coolen 21:13 (EQ) J. De Ceuster 24:20 (EQ) J. Van Den Bosch 30:39 (EQ) Al. James 32:10 (EQ) J. Van Den Bosch 51:09 (EQ) J. Versin | Sędzia główny: Andrew Dalton Sędziowie liniowi: Wayne Gerth Óli Gunnarsson |
| Godzina: 20:00 | 14 min. kar        |                 | 8 min. kar | Sędzia główny: Andrew Dalton Sędziowie liniowi: Wayne Gerth Óli Gunnarsson |

| 21 kwietnia 2022 | Bułgaria | 0:11 | Belgia | Laugardalshöll, Reykjavík |

| Szczegóły      | Szczegóły   | Szczegóły       | Szczegóły | Szczegóły                                                                         |
| -------------- | ----------- | --------------- | --- | --------------------------------------------------------------------------------- |
| Godzina: 18:00 |             | (0:3, 0:3, 0:5) | 06:11 (EQ) A. James 12:38 (PP) F. Neven 19:55 (EQ) B. Henry 26:39 (EQ) Y. de Smet 31:52 (PP) Y. de Smet 38:04 (EQ) L. Cuylaerts 44:32 (EQ) J. De Ceuster 52:36 (PP) B. Coolen 56:42 (PP2) A. James 59:20 (EQ) B. Coolen 59:52 (EQ) A. Kolodziejczyk | Widzów: 37 Sędzia główny: Jos Korte Sędziowie liniowi: Wayne Gerth Óli Gunnarsson |
| Godzina: 18:00 | 16 min. kar |                 | 4 min. kar | Widzów: 37 Sędzia główny: Jos Korte Sędziowie liniowi: Wayne Gerth Óli Gunnarsson |

| 22 kwietnia 2022 | Gruzja | 10:3 | Bułgaria | Laugardalshöll, Reykjavík |

| Szczegóły      | Szczegóły | Szczegóły       | Szczegóły                                                            | Szczegóły                                                                          |
| -------------- | --- | --------------- | -------------------------------------------------------------------- | ---------------------------------------------------------------------------------- |
| Godzina: 16:30 | N. Bukija (EQ) 05:16 I. Karelin (EQ) 19:14 S. Charizow (EQ) 21:54 I. Karelin (EQ) 49:30 B. Koczkin (EQ) 50:56 N. Bukija (EQ) 51:12 N. Bukija (EQ) 51:32 A. Wasilczenko (EQ) 52:08 I. Karelin (EQ) 52:25 N. Bukija (EQ) 58:55 | (2:1, 1:2, 7:0) | 06:13 (EQ) M. Vasiliev 20:38 (EQ) D. Georgiev 35:27 (PP) M. Vasiliev | Widzów: 37 Sędzia główny: Andrew Dalton Sędziowie liniowi: Andrew Cook Wayne Gerth |
| Godzina: 16:30 | 33 min. kar |                 | 53 min. kar                                                          | Widzów: 37 Sędzia główny: Andrew Dalton Sędziowie liniowi: Andrew Cook Wayne Gerth |

| 22 kwietnia 2022 | Islandia | 7:1 | Meksyk | Laugardalshöll, Reykjavík |

| Szczegóły      | Szczegóły | Szczegóły       | Szczegóły           | Szczegóły                                                                              |
| -------------- | --- | --------------- | ------------------- | -------------------------------------------------------------------------------------- |
| Godzina: 20:00 | A. Orongan (EQ) 03:46 S. Atlason (PP) 19:56 H. Sigrunarson (EQ) 23:28 J. Leifsson (PP) 29:32 H. Kristveigarson (EQ) 45:27 U. Runarsson (PP) 46:20 A. M. Mikaelsson (EQ) 56:59 | (2:0, 2:1, 3:0) | 39:40 (PP) H. Majul | Widzów: 678 Sędzia główny: Jos Korte Sędziowie liniowi: Óli Gunnarsson Herman Johansen |
| Godzina: 20:00 | 8 min. kar |                 | 10 min. kar         | Widzów: 678 Sędzia główny: Jos Korte Sędziowie liniowi: Óli Gunnarsson Herman Johansen |

| 23 kwietnia 2022 | Gruzja | 5:0 | Meksyk | Laugardalshöll, Reykjavík |

| Szczegóły      | Szczegóły | Szczegóły       | Szczegóły   | Szczegóły                                                                                  |
| -------------- | --- | --------------- | ----------- | ------------------------------------------------------------------------------------------ |
| Godzina: 16:30 | N. Bukija (EQ) 00:52 A. Biełomoin (EQ) 13:38 N. Bukija (EQ) 19:59 A. Kurbatow (EQ) 33:35 W. Potaziewicz (EQ) 39:04 | (3:0, 2:0, 0:0) |             | Widzów: 43 Sędzia główny: Julien Peyre Sędziowie liniowi: Óli Gunnarsson Sindri Gunnarsson |
| Godzina: 16:30 | 8 min. kar |                 | 14 min. kar | Widzów: 43 Sędzia główny: Julien Peyre Sędziowie liniowi: Óli Gunnarsson Sindri Gunnarsson |

| 23 kwietnia 2022 | Belgia | 2:3 | Islandia | Laugardalshöll, Reykjavík |

| Szczegóły      | Szczegóły                                    | Szczegóły       | Szczegóły                                                             | Szczegóły                                                                                |
| -------------- | -------------------------------------------- | --------------- | --------------------------------------------------------------------- | ---------------------------------------------------------------------------------------- |
| Godzina: 20:00 | J. De Ceuster (EQ) 27:55 F. Neven (PP) 57:26 | (0:0, 1:2, 1:1) | 30:51 (EQ) A. Orongan 37:03 (EQ) H. I. Skulason 54:03 (PP) A. Orongan | Widzów: 1120 Sędzia główny: Andrew Dalton Sędziowie liniowi: Andrew Cook Herman Johansen |
| Godzina: 20:00 | 4 min. kar                                   |                 | 6 min. kar                                                            | Widzów: 1120 Sędzia główny: Andrew Dalton Sędziowie liniowi: Andrew Cook Herman Johansen |

Tabela
| Lp. | Zespół        | M | Pkt | Z | Zd | Pd | P | G+ | G- | +/− |
| --- | ------------- | - | --- | - | -- | -- | - | -- | -- | --- |
| 1   | Islandia      | 4 | 12  | 4 | 0  | 0  | 0 | 25 | 7  | +18 |
| 2   | Gruzja        | 4 | 9   | 3 | 0  | 0  | 1 | 21 | 11 | +10 |
| 3   | Belgia        | 4 | 6   | 2 | 0  | 0  | 2 | 22 | 8  | +14 |
| 4   | Bułgaria      | 4 | 3   | 1 | 0  | 0  | 3 | 11 | 33 | -22 |
| 5   | Meksyk        | 4 | 0   | 0 | 0  | 0  | 4 | 4  | 24 | -20 |
| 6   | Nowa Zelandia | 0 | 0   | 0 | 0  | 0  | 0 | 0  | 0  | 0   |

      = awans do II dywizji grupy A    = utrzymanie w Dywizji IIB     = spadek do III dywizji grupy A
Statystyki indywidualne
- Klasyfikacja strzelców:  Nikita Bukija: 7 goli[9]
- Klasyfikacja asystentów:  Iwan Karelin
 Johann Leifsson
 Björn Robert Sigurdarson: 6 asyst[10]
- Klasyfikacja kanadyjska:  Nikita Bukija: 11 punktów[11]
- Klasyfikacja kanadyjska obrońców:  Gunnar Arason
 Frank Neven: 6

punktów
- Klasyfikacja +/−:  Nikita Bukija: +9[13]
- Klasyfikacja skuteczności interwencji bramkarzy:  Jóhann Ragnarsson: 94,87%[14]
- Klasyfikacja średniej goli straconych na mecz bramkarzy:  Arne Waumans: 1,36 bramki
- Klasyfikacja minut kar:  Wiaczesław Potaziewicz: 37 minut[15]

Nagrody indywidualne
Dyrektoriat turnieju wybrał trójkę najlepszych zawodników, po jednym na każdej pozycji:
- Bramkarz:  Jóhann Ragnarsson
- Obrońca:  Frank Neven
- Napastnik:  Johann Leifsson